# 미원초등학교 위곡분교
미원초등학교 위곡분교는 대한민국 경기도 가평군에 있는 공립 초등학교이다.

## 학교 연혁
- 1947년 4월 1일: 미원국민학교 위곡분교장 설림
- 1963년 3월 1일: 위곡국민학교 승격 개교

## 참고 자료
- 미원초등학교위곡분교장 - 한국교육학술정보원 학교알리미